# Tocumen
Tocumen is een deelgemeente (corregimiento) van de gemeente (distrito) Panamá in Panama. In 2015 was het inwoneraantal 108.000. 
Ondanks de opkomst van de luchthaven, kent de stad veel armoede, en is de criminaliteit hoog, vooral in de sloppenwijk.